# Izba Narodów Bośni i Hercegowiny
Izba Narodów Zgromadzenia Parlamentarnego Bośni i Hercegowiny (bośn. i chorw. Dom naroda Parlamentarne skupštine Bosne i Hercegovine, serb. Дом народа Парламентарне скупштине Босне и Херцеговине, Dom naroda Parlamentarne skupštine Bosne i Hercegovine), również Izba Ludowa Bośni i Hercegowiny – jedna z dwóch izb Zgromadzenia Parlamentarnego Bośni i Hercegowiny, obok Izby Reprezentantów.
Izba została utworzona w 1995 roku na skutek porozumienia z Dayton.
Izba Narodów liczy 15 członków reprezentujących trzy główne grupy etniczne Bośni i Hercegowiny, którzy powoływani są na 4-letnią kadencję przez parlamenty poszczególnych federacji wchodzących w skład państwa bośniackiego. Z Federacji Bośni i Hercegowiny przez tamtejszą Izbę Narodów mianowanych jest 5 Boszniaków i 5 Chorwatów, natomiast Zgromadzenie Narodowe Republiki Serbskiej desygnuje do pełnienia tej funkcji 5 Serbów. 
Tworzą oni trzy 5-osobowe kluby poselskie:
- Klub przedstawicieli narodu boszniackiego (Klub delegata bošnjačkog naroda),
- Klub przedstawicieli narodu chorwackiego (Klub delegata hrvatskog naroda),
- Klub przedstawicieli narodu serbskiego (Klub delegata srpskog naroda);

i wybierają po jednym przewodniczącym i zastępcy przewodniczącego klubu.
Członkowie izby wybierają spośród siebie za pomocą zwykłej większości jednego Boszniaka, Chorwata i Serba, którzy to rotacyjnie, co 8 miesięcy obejmują stanowisko przewodniczącego i wiceprzewodniczącego izby, tworząc Kolegium (Kolegij Doma naroda). Kworum stanowi dziewięciu członków izby. W skład tej liczby musi wchodzić co najmniej trzech Boszniaków, trzech Chorwatów i trzech Serbów. Wszelkie decyzje podejmowane są za pomocą większości głosów, jednakże na większość składać się musi przynajmniej 1/3 głosów delegatów wybranych na terytorium każdej z federacji, tj. przynajmniej 4 głosy z Federacji BiH i 2 głosy z Republiki Serbskiej. W przypadku uzyskania większości ogólnej, bez większości cząstkowych następuje drugie głosowanie (po zebraniu się członków Komisji, w skład której wchodzą przedstawiciele każdej z grup etnicznych), w którym oprócz zwykłej większości wystarczający jest sprzeciw nie więcej niż 2/3 delegatów pochodzących z każdej ze składowych Bośni i Hercegowiny (maksymalnie 6 przedstawicieli Federacji BiH i 3 Republiki Serbskiej) do przyjęcia danego punktu obrad.
W Izbie Narodów funkcjonują trzy stałe komisje mające po 6 członków, w tym jednego przewodniczącego i dwóch zastępców przewodniczącego:
- Komisja Konstytucyjna (Ustavnopravna komisija Doma naroda);
- Komisja ds. Polityki i Handlu Zagranicznego, Cła, Transportu i Komunikacji (Komisija za vanjsku i trgovinsku politiku, carine, saobraćaj i komunikacije);
- Komisja ds. Finansów i Budżetu (Komisija za finansije i budžet Doma naroda).

Izba Narodów może zostać rozwiązana przez Prezydium Bośni i Hercegowiny, albo przez samą siebie, na mocy uchwały wspartej większością przynajmniej dwóch z trzech narodowości w izbie.